# Phiala atomaria
Phiala atomaria är en fjärilsart som beskrevs av Holland. Phiala atomaria ingår i släktet Phiala och familjen Eupterotidae. Inga underarter finns listade i Catalogue of Life.